# Simophis rhinostoma
Simophis és un gènere monotípic de serp de la família Colubridae. Conté una única espècies Simophis rhinostoma. Rep el nom comú de falsa serp de corall de São Paulo. Es troba al Brasil i el Paraguai. No és verinosa i la seva coloració imita la serp verinosa Micrurus frontalis.